# Уарі (культура)

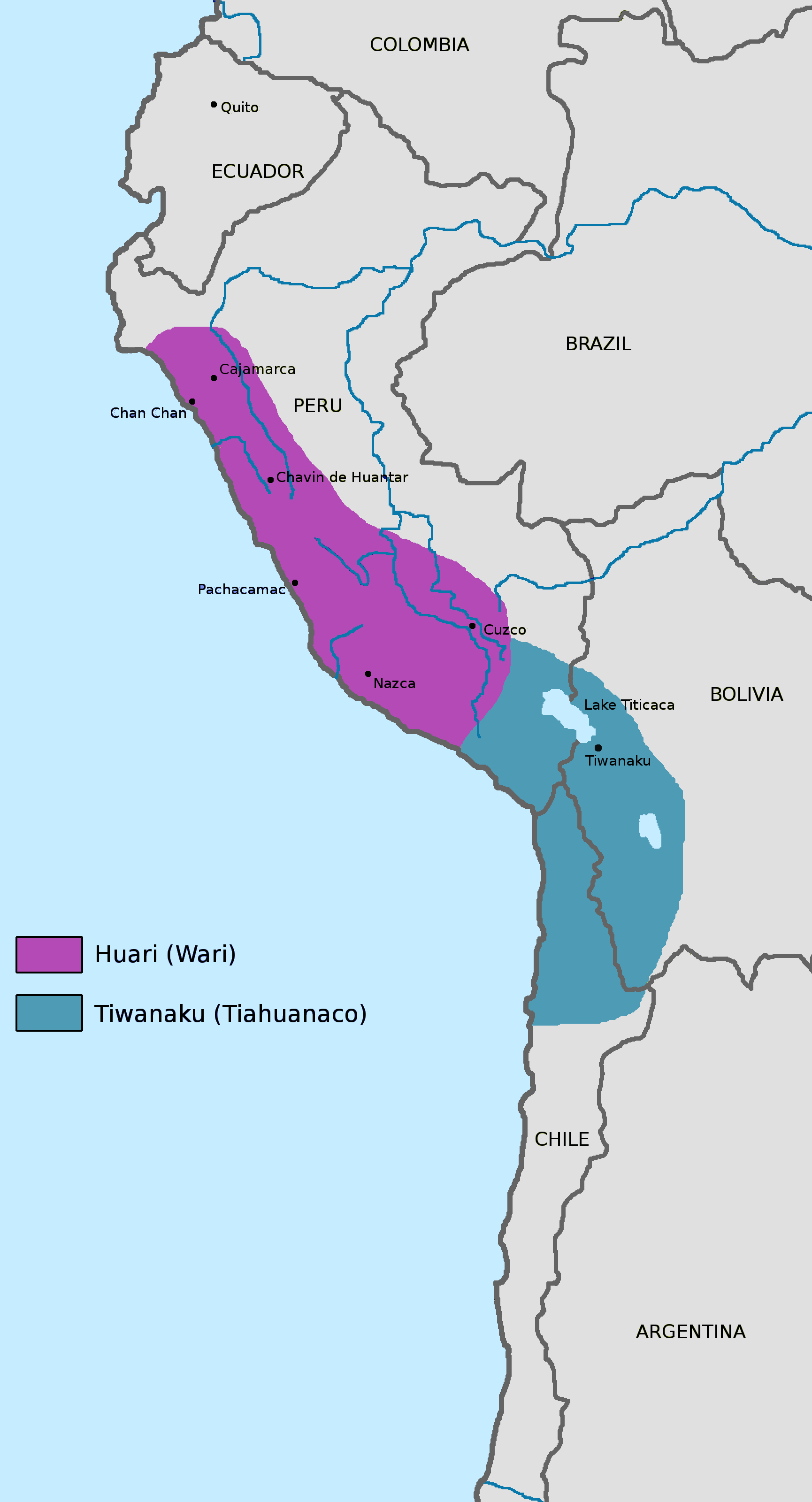
Поширення культур Уарі та Тіуанако

Уарі (кеч. Wari, ісп. Huari) — культура Середнього Горизонту, що процвітала в Андійському регіоні на території півдня сучасного Перу в період з 600 по 1100 року н. е. Столиця держави Уарі з такою самою назвою була розташована біля сучасного міста Аякучо.

## Історія
Географічно до «імперії Уарі», зважаючи на специфіку матеріальних артефактів (розмір і тип поселень, особливості архітектури й парадної кераміки, специфічно орнаментовані тканини тощо), відносять тепер значні терени перуанських Анд від Кахамарки на півночі — до майбутнього Куско на півдні. Та якщо така державна структура і мала місце, проіснувала вона недовго (VI—VIII століття).
Точна хронологія і конкретні факти, пов'язані із загибеллю Уарі, все ще залишаються предметом гострих наукових дискусій. Об'єктивні причини його загального занепаду полягали в хиткості внутрішньої державної структури, виснажливому помпезному будівництві, постійних війнах із сусідами.
Власне імперія Уарі розвалилася, проіснувавши трохи більше 100 років, проте долина Аякучо ще тривалий час залишалася під контролем народу уарі, який лише на межі І—II тис. н. е. з не до кінця зрозумілих причин покинув свою столицю. Точні мотиви раптового масового переселення уарі на південь невідомі, оскільки саме місто Уарі, судячи з матеріалів археологічних розкопок, ніяких навал, пожеж, землетрусів чи інших катаклізмів соціального або природного характеру не зазнало.
Окремі дослідники обстоюють концепцію, згідно з якою цивілізаційний конгломерат Уарі, як сукупність кечуамовних індіанських політичних утворень, проіснував до XII і навіть до XIV століття, доки не впав під натиском племен чанка.

## Політико-соціальний устрій
Уарі була не дуже стабільною централізованою державою дійсно імперського типу. Трималася на економічних зв'язках. Провінції територіального царства Уарі конфедеративного типу мали значну автономність, що дало їм можливість доволі успішно продовжити окремішнє функціювання і після краху імперії Уарі.

## Економіка
Сформувалася як землеробська культура. Тут вирощували маїс, різні булиби, кіноа. Первісну основу могутності держави становила ефективне використання природних ресурсів для вирощування великих обсягів сільськогосподарських культур. До них додалося рибальство і мисливство.
З часом значного поширення набули різні ремесла, насамперед вироблення міднобронзових знарядь праці, гончарство і ткацтво. Цими товарами уарі торгували з племенами і народами на більшості території сучасного Перу.

## Культура

### Писемність
На території городища Уарі знайдено найдавніші з відомих тепер кіпу — датовані VII століттям, які вважаються прикладом своєрідного письма.

### Архітектура
Місто Уарі славилося за часів свого розквіту пишними храмам. Археологи виявили на руїнах рештки кам'яних споруд із товстими стінами. Адміністративні комплекси споруджувалися із великих кам'яних брил. Найвідомішими з них є Віракочапампа у городищі Кахамарка (площею у 25 га) та Пікільякта неподалік від майбутньої інкської столиці Куско — на майдані площею 70 га. Щоправда, добудувати (а тим більше обжити) ці архітектурні проєкти уарі не встигли (чи не змогли), проте будівельна тенденція і розмах споруд схожі з тіауанакськими аналогами.
Також значним є саме городище Уарі. Кам'яні споруди останнього є численними і різноманітними. Одна з найбільших і найкраще збережених будівель — Ла-Капілья, або Капілья Пата. Це велика споруда, що складається з високих (до 8 м) стін, складених з невеликих грубих каменів на глиняному розчині. Товщина стіни зменшується від 2-2,5 м біля основи до 0,80-1,00 м на вершині. Ці стіни огороджують простори площею 50X50 м. Ніяких проходів у них не виявлено. Вікон теж немає. Взагалі дверні та віконні прорізи дуже рідкісні в будівлях Уарі. У стінах Ла-Капілья зроблено багато невеликих квадратних заглибин. Ця деталь досить часто зустрічається в інших будівлях, іноді такі заглибини розташовуються в один горизонтальний рядок.
Також є штучні пагорби, підпірні стіни та інші споруди. Північний із двох штучних пагорбів, що носить назву Кантерон, заввишки 8 м, завдовжки 100 м і завширшки 75 м. На його вершині — заглибина завдовжки 50 м, завширшки 25 м, завглибшки близько 8 м. Стіни цієї заглибини викладено грубим каменем. У них розташовані великі ніші (ширина близько 1,7 м, глибина близько 2 м), облицьовані плитами і тесаним каменем.
З тесаного каменю побудовано й підземні камери, що знайдені в різних місцях пам'ятника і розрізняються за розміром. Комплекс таких камер розташовано трохи південніше центральної частини городища. На поверхні землі перебувала кришка камери, тісно оточена стінами з грубого каменю. Вона складалася з чотирьох каменів з круглими отворами. Загальна довжина її (з півночі на південь) 4,62 м, ширина (із заходу на схід) 2,25 м. Ця кришка закривала приміщення заввишки 1,80 м, яке не мала входу. Його підлога, складена з трьох плит з такими ж отворами, слугувала стелею нижньої камери, під якою містився ще один поверх. У східній стіні другого ярусу камер зроблено дверний отвір, що з'єднувався з глибоким (2,65 м) колодязем, який виходив на поверхню землі поруч з головною камерою, прикритим кам'яною плитою.

### Скульптура
Статуї являють собою стоячі людські фігури заввишки не більше 1,5 м. На голові зазвичай є налобна пов'язка, над якою часто підноситься «тюрбан». З-під пов'язки на плечі, закриваючи вуха, часто спускається накидка, яка переходить на спині в короткий плащ. Голова непропорційно велика, з квадратним обличчям, на якому виділяються великі овальні очі, обведені опуклим валиком, і широкий ніс.
У схожій манері передаються зазвичай рот і вуха. На короткому кремезному торсі надягнуто щось на зразок сорочки, перехопленої поясом. Руки статуй або витягнуті уздовж тулуба, або зігнуті в ліктях і лежать на грудях, стискаючи якийсь предмет. Над кистю часто проведено борозенки, що зображують браслет або кінець рукава сорочки. Ноги зазвичай відбиті, у деяких зігнуті в колінах, зображуючи людину, яка сидить. Всі скульптури дуже схожі одна на одну.

### Кераміка
Уарійці виробляли кераміку доволі різноманітну як за формами, так і за орнаментикою. Найчастіше зустрічаються великі і маленькі посудини з округлим тілом і миски. Округлі посудини мають вертикальні або відхилені вінця. У них часто широкі зашморгоподібні ручки, що йдуть від вінець до плічок, а також розташовані вертикально або горизонтально на стінках посудини. Роль ручок відіграють наліпи з отвором. На боці такої посудини іноді зустрічається носик.
Миски мають прямі стінки що розходяться, або вони увігнуті, опуклі і вертикальні. У деяких мисок також є носики. На товстостінних мисках з розбіжними краями зустрічаються широкі горизонтальні ручки у вигляді петлі. Знайдено кілька мископодібних триподів.
Численні також великі товстостінні посудини з круглим, дещо подовженим тілом і з широким горлом, що розходиться або має вертикальну форму. На тілі іноді є вертикальні ручки. Горло часто має вигляд голови з рельєфним обличчям. У цьому випадку тіло зазвичай розписано у вигляді людської фігури.
Цікаві знахідки кубків-«керо», характерних для цивілізації Тіауанако. Вони часто мають опуклий пасок у верхній частині або скульптурну маску.
В Уарі вироблявся також круглий посуд з довгим горлом, що звужується, і широкою ручкою, яка відходить від нього; подвійні фігурні посудини; іноді — довгі горлечка, що звужуються, мали двогорлі посудини; U-подібні урни.
Орнаментика мальованої кераміки, знайденої на городищі Уарі, дуже різноманітна: численні геометричні фігури (сходинки, хрести, перетинні лінії, стрічки, кола, крапки, хвилясті лінії, S-подібні елементи); складні мотиви, що зображують рослин, тварин і людей. Стилістика останніх сюжетних зображень дуже близька до прийомів образотворчого мистецтва культури Тіауанако. Людська фігура малюється з квадратним обличчям, з овальними або круглими очима, від яких по щоках ідуть «сльози». У подібному стилі розписано посуд зі скульптурними масками. Пози фігур, що стоять, також близькі до Тіауанако. Вони стоять в анфас з розставленими руками, в яких тримають якусь зброю або жезл.
Численними є зооморфні і рослинні мотиви. Особливо часто зустрічаються голови кондора і пуми, нерідко пов'язані з прикрасами одягу та головних уборів людських фігур. Ці зображення, так само, як і рослинні мотиви з їх різкими, вигнутими під прямим кутом лініями, дуже близькі до характерного стилю Тіауанако.

## Дослідження
Першовідкривачем цивілізації Уарі вважають Р. Л. Тельо, який 1931 року знайшов початкові археологічні свідчення її існування неподалік від річки Мантаро в перуанській провінції Уанта департаменту Аякучо.
Археологічні дослідження поблизу міста Барранка в Перу на території монументального храму, які у 2022 році розпочали Ягеллонський університет (Польща) та Університет святого Марка (ісп. Universidad Nacional Mayor de San Marcos, UNMSM) (Перу), виявили на пагорбі Серро-Колорадо унікальні поховання людських останків, загорнуті в якісну тканину. Розкопки об'єкту проводилися в межах проєкту "Los valles de Barranca", що в перекладі з іспанської означає "Долини Барранки". В ході дослідження вдалося встановити, що поховання належали до часів імперії Уарі та вони містили людські останки і залишки храмової споруди, побудованої з висушеної цегли та кам’яних брил. Згідно з фізико-хімічним аналізом та вуглецевим датуванням, будівництво храмового комплексу датується між 2500 і 2200 роками до н.е.. Пізніше також виявили поховання у вигляді "ритуальних зв'язок", розміщених всередині храмового комплексу. Поховальні зв'язки — це спосіб поховання характерний для культури Паракас перуанських Анд коли тіло померлого зв'язують у позі ембріона, а потім його обгортають смугами тканини, всередину яких кладуть різні речі, які мають ритуальне значення, такі як клаптики тканини, ляльки вишитими релігійними мотивами та невеликі золоті значки. Результати дослідження були оголошені в лютому 2023 року та опубліковані в Arkeonews.